# Барбатии
Барбатиите или Барбациите (gens Barbatia) са римска фамилия от Древен Рим.
Известен с това име е само:
- Марк Барбатий Филип, претор, квестор propraetore през 40 пр.н.е. при Марк Антоний.